# Catterino Cavos
Œuvres principales
- Ivan Soussanine (1815)

Catterino Albertovitch Cavos (en italien : Catarino Camillo Cavos ; en russe : Катери́но Альбе́ртович Ка́вос), né le 30 octobre 1775 à Venise (République de Venise) et mort le 28 avril 1840 (10 mai 1840 dans le calendrier grégorien) à Saint-Pétersbourg (Empire russe), est un compositeur, chef d'orchestre et organiste italien installé en Russie. Il a joué un rôle essentiel pour l'opéra russe. Il était le père d'Alberto Cavos.
Cavos est connu dans l'histoire musicale russe pour avoir composé l'opéra Ivan Soussanine en 1815, vingt ans avant l'opéra de Glinka inspiré du même personnage. L'intrigue, inspirée d'un épisode de l'histoire russe, raconte l'histoire du paysan et héros patriotique russe Ivan Soussanine qui sacrifie sa vie pour le Tsar en égarant dans une forêt marécageuse un groupe de Polonais qui étaient à sa poursuite.

## Biographie

### Enfance et famille
Cavos est né à Venise, le 30 octobre 1775. Son père, Alberto Giovanni Cavos, était le Primo Ballerino Assoluto (danseur étoile) et le directeur de La Fenice.
Cavos a fait ses études avec Francesco Bianchi. À l'âge de douze ans, Cavos a composé une cantate pour célébrer la venue de Léopold II à Venise. À celui de quatorze ans, on lui a offert le poste d'organiste à la basilique Saint-Marc, mais il a refusé cette proposition, faisant valoir que le poste devait être donné à un musicien plus âgé et plus pauvre.

### Séjour en Russie
À vingt ans, Cavos a accepté le poste de chef d'orchestre pour la compagnie italienne d'opéra Astariti, et a voyagé avec cette compagnie à Saint-Pétersbourg en 1797. La compagnie a été rapidement dissoute, mais Cavos a aimé Saint-Pétersbourg, et est entré au service des Théâtres Impériaux, d'abord comme compositeur pour une troupe d'opéra française avec la charge d'écrire des vaudevilles,. En 1803, l'Empereur a nommé Cavos Kapellmeister de l'opéra Italien et Russe, lui confiant la charge du Théâtre Bolchoï Kamenny,. Cavos a aussi été professeur à l'École Sainte-Catherine, et plus tard, il a occupé la même place au Couvent Smolny.
Cavos a commencé à composer ses propres opéras en 1805. Parmi ceux-ci : Knyaz-nevidimka (Le Prince invisible) (1805), Ilya Bogatyr (Ilya le Héros) (1807), Zéphyre et Flore (1808), Ivan Soussanine (1815), et L'Oiseau de feu (1822),. Il a aussi contribué à la seconde partie de l'opéra tétralogique Roussalka (1803-1807). Le Cosaque poète, un vaudeville en un acte (1812), est resté au répertoire jusqu'en 1852.
L'opéra Ivan Soussanine a été le précurseur d'Une vie pour le tsar de Glinka.
Cavos a initié le public russe aux opéras de Cherubini, Méhul, Carl Maria von Weber, et d'autres.
Cavos a passé plus de quarante ans en Russie et est mort à Saint-Pétersbourg.

## Valeur de Cavos
Cavos a dirigé de l'opéra russe impérial de plus de quarante ans.
Il n'était pas un grand compositeur, mais c'était un grand professionnel de la musique, et il a apporté ce professionnalisme à la musique russe.
Tous les chanteurs russes d'opéra de cette époque étaient ses disciples. Tout ce qu'il a donné par sa créativité a grandi en Russie et est devenu la culture russe de la musique, qui est jusqu'à présent une grande partie de la culture mondiale.
La plupart de ses œuvres sont aujourd'hui oubliées et ne sont que très rarement jouées.
Le plus significatif de l'œuvre de Cavos est son opéra Ivan Soussanine. Sur la forme, il s'agit d'un opéra typiquement français ; mais sur le contenu, il s'agit du premier opéra russe.

### L’opéraIvan Soussanine
L'opéra de Cavos Ivan Soussanine est considéré comme le premier opéra russe : l'intrigue est inspirée d'un fait réel de l'histoire russe ; la musique s'inspire des mélodies folkloriques. Pour la première fois, un paysan russe est le personnage principal sur la scène de l'Opéra - ce n'est pas un personnage mythique, ni un tsar ou un commandant. Des caractéristiques spécifiques de la vie en Russie apparaissent sur la scène de l'opéra pour la première fois.
Cependant, la littérature musicale russe ne consacre que peu d'articles à l'analyse de cet opéra, dont un article d'Abram Gozenpoud et un autre de Viktor Korchikov.
Le critique musical Abram Gozenpoud (1908-2004) considère l'opéra comme un échec, car l'essentiel n'a pas été montré, à savoir l'exploit du héros. Dans la réalité, Ivan Soussanine a été tué par ses ennemis, alors que l'opéra de Cavos le laisse en vie avec une fin heureuse (l'auteur du livret est le prince Alexandre Chakhovskoï (ru)).
L'autre critique, Viktor Korchikov, est plein de sarcasme : « Chakhovskoï a modifié le dénouement : son Soussanine n'est pas mort en héros, il déambule sur scène en compagnie d'un détachement polonais, à travers bois, d'arbre en arbre, et il attend lorsqu'un détachement russe survient pour tuer les ennemis et le libérer. Soussanine, vu par Chakhovskoï, explique lui-même aux villageois pendant cette promenade : "Je vais marcher avec les invités, et vous appellerez les soldats russes, ils viendront et tueront tous les ennemis, et ils me ramèneront chez moi". Et Soussanine se comporte sur scène amicalement avec ses ennemis. Une interprétation aussi naïve des héros et des ennemis ne pouvaient satisfaire les sentiments patriotiques, ni répondre à l'attente de pathétique. Par conséquent, une nouvelle création musicale sur le même sujet a été nécessaire. »
Mais ces deux critiques soulignent les succès musicaux de l'opéra, en particulier le chœur des mélodies. Viktor Korchikov écrit : « Le chant choral des paysans dans l'opéra de Cavos a marqué le début du style choral russe, qui a ensuite été utilisé par Glinka, Rimski-Korsakov et Borodine et atteint son apogée dans les travaux de Moussorgski. Dans cet extrait, Cavos introduit le principe des voix de basses pour soutenir la mélodie, alors qu'auparavant elles étaient considérées comme un ornement pour la chorale. C'est un cas unique pour le début du xixe siècle. »
Mikhaïl Glinka a présenté sa création Une vie pour le tsar (cet opéra a été renommé Ivan Soussanine) au théâtre impérial de Saint-Pétersbourg, au sein du département dirigé par Cavos. Celui-ci a adopté le nouvel opéra immédiatement. En outre, Cavos dirigea lui-même l'orchestre lors de la première de l'opéra le 27 novembre 1836 (9 décembre dans le calendrier grégorien).
Les deux opéras - celui de Cavos et celui de Glinka -, basés sur la même histoire, ont été inclus dans le répertoire du Théâtre Bolchoï Kamenny de Saint-Pétersbourg pendant de nombreuses années, simultanément. Le chanteur Ossip Petrov (élève de Catterino Cavos) a chanté le rôle d'Ivan Soussanine dans les deux opéras (le premier chanteur d'Ivan Soussanine dans l'opéra de Cavos a été Piotr Zlov (ru), élève de Catterino Cavos).

## Opéras
- Soliman second, ou Les Trois sultanes vaudeville en un acte d'après Charles-Simon Favart, 26 mai 1798 (6 juin 1798 dans le calendrier grégorien) à Saint-Pétersbourg. (Il existe aussi avec un livret russe : Souliman vtoroi, ili Tri sultanshi – Сулиман второй или три султанши, 1813)
- Les Trois bossus
- L'Alchimiste
- L'Intrigue dans les ruines
- Le Mariage d'Aubigny
- Lesta, la roussalka du Dniepr (5 mai 1804 (17 mai 1804 dans le calendrier grégorien), Saint-Pétersbourg, Théâtre Bolchoï Kamenny), rédaction de l'opéra par Ferdinand Kauer ; rédaction de la musique par Cavos et Stepan Davydov.
- Knyaz nevidimka, ili Litcharda volchebnik (Князь-невидимка – Le Prince invisible, livret de Lifanov, en 4 actes 17 mai 1805 Saint-Pétersbourg)
- Lyoubovnaïa potchta (Любовная почта – La Lettre d'amour, livret d'Alexandre Chakhovskoï (ru) 1806)
- Ilya Bogatyr (Илья-Богатырь – Ilya le chevalier, livret d'Ivan Krylov, 12 janvier 1807 Saint-Pétersbourg)
- Tri brata gorbouna (Три брата-горбуна, 1808) [révision de Les trois bossus]
- Kazak-stikhotvorets (Казак-стихотворец – Le Cosaque poète 27 mai 1812, Saint-Pétersbourg)
- Ivan Soussanine (Иван Сусанин, livret d'Alexandre Chakhovskoï (ru), 30 octobre 1815 (O.S. 19 octobre), Saint-Pétersbourg)
- Dobrynia Nikititch (Добрыня Никитич, 1818) [avec F. Antonolini]
- Tsar-ptitsa (Царь-Птица – L'Oiseau de feu, 1823)

## Ballets
- Flore et Zéphire (1808)
- Don Quichotte, le chorégraphe est Charles Didelot (1808)
- Amour et Psyché, le chorégraphe est Charles Didelot (1809)
- De la milice, ou de l'Amour pour la Patrie, les chorégraphes sont Ivan Valberkh et Auguste Poireau (ru: «Ополчение, или Любовь к отечеству» // "Opoltchenie ili lioubov' k Otechestvou") (1812 ou 1813)
- Le Triomphe de la Russie, ou les Russes à Paris, les chorégraphes sont Ivan Valberkh et Auguste Poireau (ru: «Торжество России, или Русские в Париже») (1814)
- Acis et Galatée (ru: «Ацис и Галатея»), le chorégraphe est Charles Didelot (1816)
- Carlos et Rosalba (ru: «Карлос и Розальба»), le chorégraphe est Charles Didelot (1817)
- La Jeune paysanne, ou Léon et Tamaïda (ru: «Молодая крестьянка, или Леон и Тамаида»), le chorégraphe est Charles Didelot (1818)
- Laura et Heinrich, ou le Troubadour (ru: «Лаура и Генрих, или Трубадур»), le chorégraphe est Charles Didelot (1819)
- Raoul de Créquy, le chorégraphe est Charles Didelot (1819)
- Le Prisonnier du Caucase, ou l'Ombre de la mariée (ru: Кавказский пленник, или Тень невесты // Kavkazsky plennik sg dix" nevesty"), le chorégraphe est Charles Didelot (1822)
- Le Diable à quatre ou la Double Métamorphose (ru: «Сатана со всем прибором, или Урок чародея») (1825)
- Sumbeka, ou la Conquête du Royaume de Kazan (ru: Сумбека, или Покорение Казанского царства) (1830). En lien avec le licenciement de Charles Didelot pour la mise en scène par un autre chorégraphe Alexis-Scipion Blache, le compositeur (et mathématicien) Hippolyte Sonnet[13] a composé sa musique.

## Descendants
Parmi les descendants de Catterino Cavos, il y a beaucoup de gens célèbres :
- Ivan Cavos – son fils – compositeur russe
- Albert Cavos – son fils – architecte russe
- Cesar Cavos – son petit-fils – architecte russe
- Alexandre Nikolaïevitch Benois – son arrière-petit-fils – peintre.